# ニャイト・オブ・ザ・リビングキャット
『ニャイト・オブ・ザ・リビングキャット』は、原作：ホークマン、作画：メカルーツによる日本の漫画作品。『月刊コミックガーデン』（マッグガーデン）にて、2020年11月号より連載されている。略称は、ニャイリビ。大崎崇人が「ホークマン」、つるかめが「メカルーツ」名義で発表している作品である。
ウイルスによるパンデミックにより、人類が猫に変貌していく事態が多発する中で、ウイルス感染を恐れて迫り来る愛らしい猫たちから逃げなければならない人間たちを描く。
『月刊コミックガーデン』編集長の保坂嘉弘によると、「猫好き、ゾンビ好き、変なマンガ好き」の読者に支持されている作品。
メディアミックスとして、テレビアニメが2025年7月より放送中。

## 沿革
2020年10月5日発売の『月刊コミックガーデン』11月号より連載を開始。
2021年5月に単行本第1巻が発売された際には、本作のPR動画を公開。同年6月、「次にくるマンガ大賞2021」にノミネートされる。2023年10月、「みんなが選ぶ!!電子コミック大賞2024」にノミネートされる。
2024年2月22日、テレビアニメ化を発表。

## あらすじ
品種改良により生まれた猫「オリジン」。オリジンが身体に宿していたN・Nウイルスの流行により、世界中の人間が猫に姿を変えてしまった。
接触感染により広がるウイルスの脅威に、猫を愛する青年・クナギと女子高生・カオルは、猫を愛でることもできずに逃げ惑うばかりであった。

## 登場人物
声の項はテレビアニメ版の声優。
クナギ
声 - 水中雅章
本作の主人公。なんらかの理由により記憶を失っているが、猫に関する知識だけは残っている。身体能力が凄まじく猫を翻弄する動きで仲間を助けたり窮地を切り抜ける事も多い。ネコカフェ勤務。
カオル
声 - 上田麗奈
黒髪の女子高生。美形で猫好き。運動は苦手だが、ガッツはある。家がネコカフェを経営しており、手伝っている。クナギの上司。
タニシ
声 - 安元洋貴
ネコカフェの常連。マッチョだが、やや頼りない。ゴーグルを愛用している。プロローグで多数の猫に触れられ感染、キジ猫へと変貌する。
ツツミ
声 - 芹澤優
カオルと同じ学校に通う女子高生。天然なムードメーカー。猫好きだが、極度の猫アレルギーを持ち、猫に近づくとクシャミ、鼻水が止まらない。
ガク
声 - 竹内良太
カオルの兄。猫カフェの経営者。猫を愛し、メンバーの最初の被害者になる。
グランマ
声 - 宮寺智子
ケイスケ
声 - 興津和幸
スオウ
声 - 種崎敦美
ミツル
声 - 鶴岡聡
メカが好き。
コウジ
声 - 中博史
ガンスリンガー
声 - 森川智之

## 作風
漫画好きコスプレイヤーの伊織もえによると、本作は「猫好きが、猫好きのために作ったマンガ」で、「すべての猫好きに読んでほしい」作品である。ストーリーはギャグであるが、画風が劇画タッチである点もよく、「『ベルセルク』に猫とギャグの要素を突っ込んでみた」ような雰囲気で描かれている。
ライターの中村未来によると、本作では「絶対に猫を傷つけない激しいバトル」や「猫をお迎えするためのハウツー」が描かれている。

## 制作背景

### 構想
原作のホークマンは、当初「ゾンビのコメディ」を制作しようと考えていた。しかしネタとして弱く悩み、ボツとなった。ホークマンは猫は「最高の家族」で「この宇宙が猫を生み出したことに感謝」と考えるほどの持ち主であり、「自分の好きな猫と掛け合わせてみよう」とプロットを作ったところ、連載会議を通過し、ホークマンは「猫は偉大」だと思ったという。主人公のクナギは、キャラクターデザインがなかなか決まらずにいた。打ち合わせ後に頭を冷やすために夜道を歩いていたところ、流れ星を目撃し、そこから作中のデザインが脳内に浮かんだといい、ホークマンは「忘れられない不思議な体験」であったと話している。

### 制作
ホークマンによると、本作のネームはボツが多い。第1話に登場するクナギのマスクの数字は第1話のボツの回数である。
作画のメカルーツは、本作は「猫漫画」であるため、「毛の質感や目線など、猫と暮らす際に気付いた感触などできるだけ脳裏に焼き付け、思い出し」、そういう部分を伝える努力をしながら執筆をしている。実物や資料も見ている。「どうしても描けない時」は、近寄ってくる飼い猫から描写している。オリジナルで「服についた猫の毛トーン」を制作したメカルーツが、「何かに使えるかも」と考えて単行本のデザイナーに渡したところ、単行本の帯に使用されている。

## 反響
2023年7月9日、原作のホークマンが自身のXに本作を公開。すると7800を超えるいいねが寄せられ、読者から反響を得た。『WEBザテレビジョン』（KADOKAWA）によると、本作は「世界を支配した猫に襲われる恐怖とそれでも猫を嫌いになれない人間の微笑ましさが混在する物語」と「繊細でリアルに描かれた劇画調のタッチの画からは想像もできない猫のかわいらしさ」が話題である。

## 書誌情報
- ホークマン（原作）・メカルーツ（作画）『ニャイト・オブ・ザ・リビングキャット』マッグガーデン〈ブレイドコミックス〉、既刊7巻（2025年7月10日現在）
  1. 2021年5月10日発売[7][15]、ISBN 978-4-8000-1087-2
  2. 2022年2月22日発売[3][16]、ISBN 978-4-8000-1181-7
  3. 2022年11月10日発売[17]、ISBN 978-4-8000-1264-7
  4. 2023年7月10日発売[18][19]、ISBN 978-4-8000-1351-4
  5. 2024年2月22日発売[4][20]、ISBN 978-4-8000-1427-6
  6. 2025年2月21日発売[21]、ISBN 978-4-8000-1557-0
  7. 2025年7月10日発売[22]、ISBN 978-4-8000-1615-7

## テレビアニメ
2025年7月よりテレビ東京ほかにて放送中。ナレーションは千葉繁。

### スタッフ
- 原作 - ホークマン、メカルーツ[23]
- 総監督・音響監督 - 三池崇史[23]
- 監督 - 神谷智大[23]
- シリーズ構成 - 入江信吾[23]
- キャラクターデザイン - 牧孝雄[23]
- サブキャラクターデザイン - たかはしなぎさ
- キャットデザイン協力 - しのだ
- プロップデザイン - 植竹美則
- 美術監督 - 髙尾克己
- 美術設定 - 渚慎太郎、鈴木千尋、松田三千代、髙尾克己
- 色彩設計 - 歌川律子
- 撮影監督 - 黒澤豊
- 3Dディレクター - 野村哲也
- 編集 - 三嶋章紀
- 音響監督 - 三池崇史
- 音響効果 - 小山秀雄
- 音響制作 - HALF H・P STUDIO
- 音楽 - 遠藤浩二[23]
- チーフプロデューサー - 伏見怜子、大槻林太郎
- プロデューサー - 髙橋佳那子、椛嶋麻菜美、樽見亜紀子、菅田肇、永野雅彦、前田亜季、大久保圭
- アニメーションプロデューサー - 増田克人、吉岡大輔
- アニメーション制作 - OLM Division 1[23]
- 企画・プロデュース - ソニー・ピクチャーズ エンタテインメント、スロウカーブ[23]
- 製作 - ニャイリビ製作委員会[23]

### 主題歌
「CAT CITY」
THE YELLOW MONKEYによるオープニングテーマ。作詞は吉井和哉、作曲は菊地英昭、編曲はTHE YELLOW MONKEY。
「Matatabi」
WANIMAによるエンディングテーマ。作詞・作曲はKANTA、編曲はWANIMA。
「Nyaight of the Living Cat Main Theme」
ハンディ・シェパードによる挿入曲。作詞はAYUKO SAITO、作曲は遠藤浩二、ギターはマーティ・フリードマン。

### 各話リスト
| 話数      | サブタイトル         | 脚本            | 絵コンテ   | 演出              | 作画監督                                                                               | 総作画監督                                          | 初放送日      |
| --------- | -------------------- | --------------- | ---------- | ----------------- | -------------------------------------------------------------------------------------- | --------------------------------------------------- | ------------- |
| Chapter 1 | すべてが猫になる     | 入江信吾        | 神谷智大   | ひのたかふみ      | 土方友希 金正男 加藤健二 櫻沢翔吾 朝日菜穂子                                           | 山田俊也                                            | 2025年 7月8日 |
| Chapter 2 | 今宵ねこら星を奪う   | 入江信吾        | 新田典生   | 河野創太 雄谷将仁 | Triple A Studio PAPER CRANES 无锡市樱花卡通有限公司 大暴龙 顾宏瑜 ORIGIN Zain 櫻沢翔吾 | 廣田茜 東海林康和 佐藤陵 桑原麻衣                   | 7月15日       |
| Chapter 3 | 猫の牢獄             | 村越繁          | 西森章     | 石井希美          | 木下雪映 大野美葉 中山裕美 山縣亜紀 土信田和幸 李普螺 櫻沢翔吾                         | 廣田茜 阿部祐里 東海林康和 佐藤陵 河野仁美 桑原麻衣 | 7月22日       |
| Chapter 4 | 猫は無慈悲な世界の王 | 村越繁 入江信吾 | 吉川博明   | 大田彬彦          | 櫻沢翔吾 大川義史 無錫月霊動画 合肥春帰映画                                            | たかはしなぎさ                                      | 7月29日       |
| Chapter 5 | キャットマックス     | 入江信吾        | 齋藤徳明   | 野田泰宏          | 崎山知明 櫻沢翔吾                                                                      | 崎山知明                                            | 8月5日        |
| Chapter 6 | キャットライジング   | 村越繁          | もりたけし | ひのたかふみ      | 小山知洋 秋元勇一 加藤健二 土方友希 金正男 小山りょう 櫻沢翔吾 朝日菜穂子 阿部咲夜     | たかはしなぎさ                                      | 8月12日       |
| Chapter 7 | 遊星からの猫D-REX    | 入江信吾        | 西森章     | 小玉拳也          | 伊藤秀樹 園田高明 大塚真史 伊久美安里 佐々木幸恵 小林万理 小野玲奈 朝日菜穂子          | 山田俊也                                            | 8月19日       |

### 放送局
| 放送期間        | 放送時間                     | 放送局       | 対象地域   | 備考                 |
| --------------- | ---------------------------- | ------------ | ---------- | -------------------- |
| 2025年7月8日 -  | 火曜 2:00 - 2:30（月曜深夜） | テレビ東京   | 関東広域圏 |                      |
| 2025年7月9日 -  | 水曜 0:30 - 0:59（火曜深夜） | BSテレ東     | 日本全域   | BS/BS4K放送          |
|                 | 水曜 2:05 - 2:35（火曜深夜） | テレビ北海道 | 北海道     |                      |
| 2025年7月26日 - | 土曜 21:30 - 22:00           | アニマックス | 日本全域   | 製作参加 / BS/CS放送 |

| 配信開始日    | 配信時間                   | 配信サイト | 備考              |
| ------------- | -------------------------- | --- | ----------------- |
| 2025年7月6日  | 日曜 23:00 更新            | ABEMAプレミアム | 地上波1日先行配信 |
| 2025年7月10日 | 木曜 0:00（水曜深夜） 更新 | アニメ放題 dアニメストア （本店・for Prime Video） DMM TV Hulu J:COM STREAM Lemino milplus Prime Video TELASA U-NEXT |                   |

### BD
| 巻  | 発売日             | 収録話         | 規格品番  |
| --- | ------------------ | -------------- | --------- |
| BOX | 2025年11月12日予定 | 第1話 - 第12話 | SPXA-1032 |

| テレビ東京 火曜 2:00 - 2:30（月曜深夜）             | テレビ東京 火曜 2:00 - 2:30（月曜深夜）                  | テレビ東京 火曜 2:00 - 2:30（月曜深夜） |
| 前番組                                              | 番組名                                                   | 次番組                                  |
| --------------------------------------------------- | -------------------------------------------------------- | --------------------------------------- |
| 怪獣8号（第1期・再放送） （2025年4月8日 - 6月24日） | ニャイト・オブ・ザ・リビングキャット （2025年7月8日 - ） | -                                       |

## ゲーム
スマートフォンアプリの開発が決まっており、『ニャイト・ランニャーズ（仮）』のタイトルで2025年夏ごろに配信が予定されている。